# Emanuil Grigorovitza

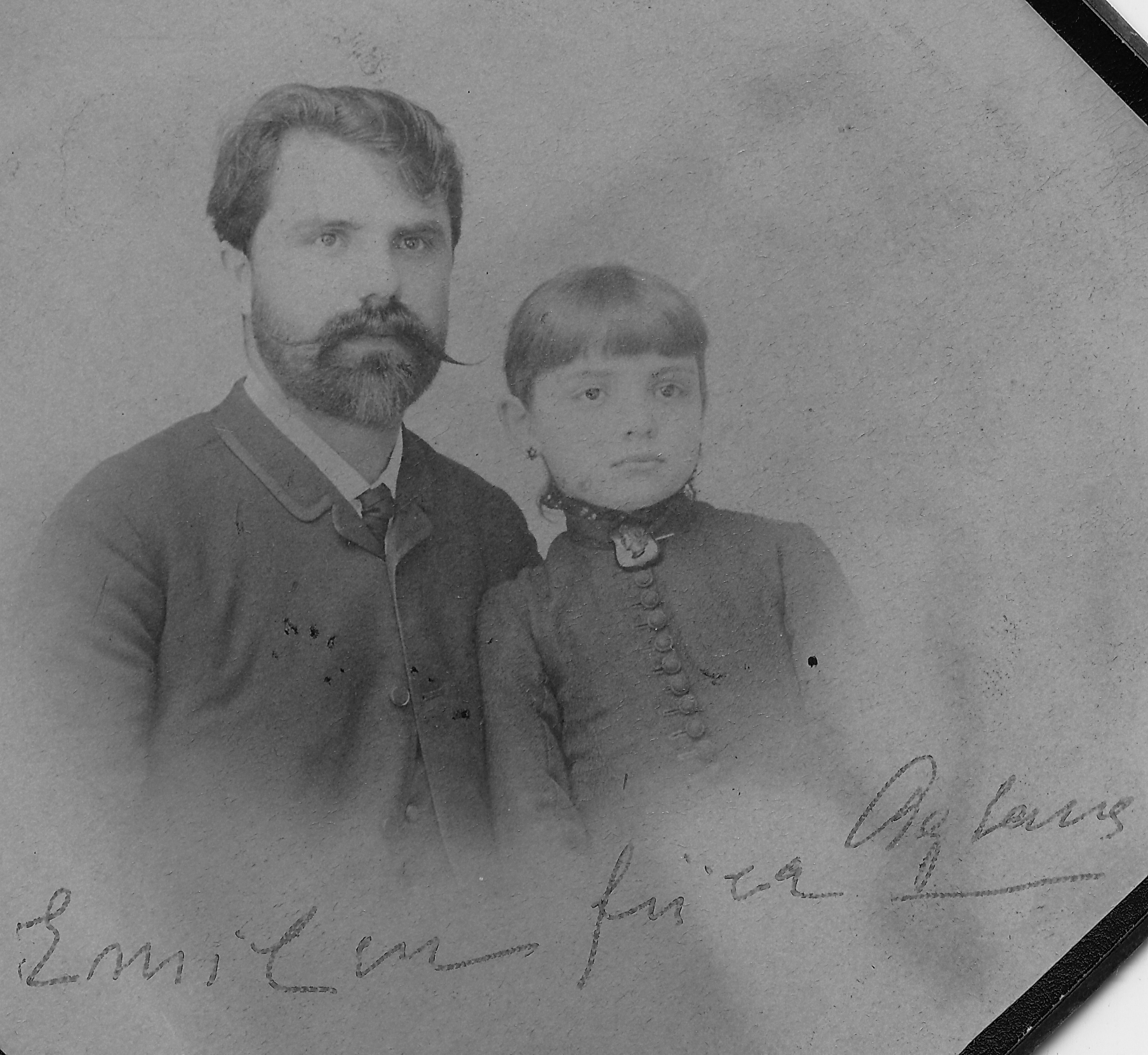
Emanuil Grigorovitza cu fiica Aglaia (circa 1890)

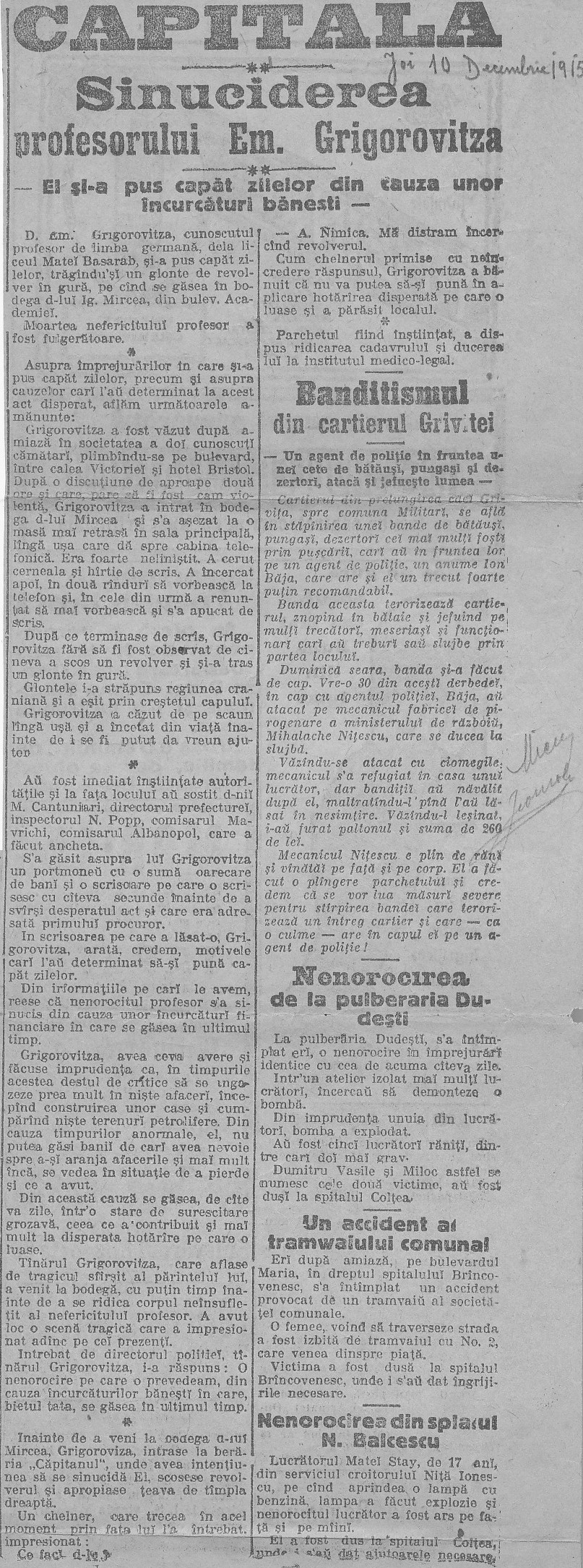
Sinuciderea profesorului Em. Grigorovitza, într-un ziar de epocă

Emanuil Grigorovitza (n. 15 februarie 1857, Rădăuți, Ducatul Bucovinei, Imperiul Austriac – d. 6 decembrie 1915, București, România) a fost un filolog, critic și istoric literar, traducător și prozator român. Personalitate de o erudiție remarcabilă, a fost un reprezentant de seamă al culturii bucovinene. Este considerat primul germanist modern din România.

## Biografie
Emanuil Grigorovitza s-a născut la 15 februarie 1857, la Rădăuți, Bucovina, provincie a Imperiului Austro-Ungar la acea vreme, fiind fiul cel mai mare al soților Alexandra și Vasile Grigorovici, învățător. A fost fratele mai mare al social-democratului bucovinean Gheorghe Grigorovici.
A făcut studiile primare la Rădăuți și pe cele secundare la Cernăuți, unde a frecventat gimnaziul și „pedagogiul” statului și a trecut examenul de capacitate pentru limba germană, franceză, istorie și geografie. A început studiile de limbă germană și franceză la Universitatea din Cernăuți (1877-1878). În 1879, la vârsta de 22 de ani, a trecut în România și a terminat studiile la Universitatea din Iași, cu o apreciere deosebită din partea lui A. D. Xenopol. La această vârstă „cunoștea bine și foarte bine nu mai puțin de șapte limbi (germana, franceza, engleza, rusa, ucraineana, ceha, polona) cărora li se vor adăuga greaca și latina”. Prietenia sa cu Mihai Eminescu pare să se fi legat tot la Iași.
În 1889 a  părăsit Iașul pentru București, unde a continuat activitatea de profesor de liceu începută în imperiul austro-ungar și la Iași. În paralel a urmat și cursurile Universității din București. A publicat, pentru limbile slavă și în special germană, manuale școlare, dicționare, studii filologice, de critică și istorie literară, și un mic volum cu 20 de poezii ale prietenului Mihai Eminescu traduse în germană (1892), la trei ani după moartea acestuia. Aici pare să-și fi schimbat și numele din Grigorovici în Grigorovitza, din motive ce nu sunt decât bănuite.
În paralel cu activitatea didactică din București, a absolvit în 1891, la Berna, în Elveția, un examen de bacalaureat clasic. La 22 iulie 1893, a obținut la Berna prima sa diplomă de doctor în filosofie, în specialitățile slavistică, limba și literatura germană și literatura franceză modernă, cu teza intitulată Zum Vocalismus der slavischen Sprachen, apreciată cu calificativul magna cum laude. În același an obține și cetățenia română.
În perioada 1898-1901 a frecventat timp de șase semestre cursurile și seminariile Universității din Berlin, mai ales pe cele de filologie germană veche și modernă. Totul pe cheltuială proprie, din funcția de interpret la legația română. În 1901 a susținut la Universitatea din Berlin a doua sa teză de doctorat cu titlul Die Quellen von Cl. Brentanos «Gründung der Stadt Prag», foarte apreciată și cumpărată imediat spre publicare.. Era  primul român care obținea titlul de doctor în filologie germană.
De la Berlin a trimis nuvele și schițe spre publicare în reviste și ziare din Bucovina și din România; împreună cu lucrările de filologie germană publicate, au contribuit la alegerea sa ca președinte al Societății Academice Române din Berlin, constituită în 1899. Lucrarea Grave Fritz von Zolre, der Oettinger als Heldengestalt in mittelalterlichen Chroniken und Liedern (1901) i-a prilejuit o întâlnire cu prințul Leopold de Sigmaringen, care l-a invitat la castelul său și i-a mulțumit pentru contribuția adusă astfel la cunoașterea istoriei familiei de Hohenzollern. A devenit mai târziu profesor de rusă al principelui Ferdinand, viitorul rege al României.
Activitatea sa pedagogică, lucrările de filologie germană, de istorie și critică literară, precum și cele două doctorate l-au îndreptățit să aspire la o catedră universitară. În 1902 a prezentat,  la Universitatea din București pentru docentură, și la Academie pentru premiere, lucrarea sa Românii în monumentele literare germane medievale, dar a primit referate defavorabile. În 1905, a candidat la catedra de limba și literatura germană nou înființată la Facultatea de litere și filosofie a Universității din București, depunând un memoriu de titluri și lucrări; comisia însă a decis în favoarea contracandidatului său Simion Mândrescu. Eșecul l-a marcat profund ; după 1905 el nu a mai publicat, cu o singură excepție, nicio lucrare cu caracter germanist sau în limba germană. De asemenea, a refuzat numirea în postul de conferențiar de limba și literatura germană, nou creat la Universitatea din Iași (1907), rămânând profesor secundar în București.
Emanuil Grigorovitza a început în 1905 publicarea volumelor de proză scurtă, în general bine apreciate de critică; romanele sale, publicate începând cu 1908, au fost mai puțin apreciate. Tot în 1905 devine membru al Societății internaționale de științe sociale, fondată în Franța în 1903; acolo a argumentat necesitatea înființării la București a unei secții de studii sociale, pentru care recrutase deja opt noi membri din România. A publicat în 1908 Dicționarul geografic al Bucovinei. Deși criticat sub anumite aspecte, acesta a fost și este citat și utilizat, chiar și recent, ca material documentar pentru vechile așezări bucovinene.
Pătruns încă din perioada sa bucovineană de convingerea că ascensiunea în societate se poate realiza numai prin cultură și avere, și convins că realizase prima cerință, în ciuda eșecului temporar, Emanuil Grigorovitza „se gândește de la o vreme numai la aranjarea situației materiale, construindu-și case și petrecând timpul liber în străinătate”, precum și intrând în afaceri cu terenuri petrolifere.
În 1915, în perioada grea dinaintea războiului, împovărat de eșecurile în plan profesional, precum și de o neîntemeiată acuzație de spionaj, a intrat într-o criză financiară din care nu vedea ieșire. S-a sinucis prin împușcare; a fost înmormântat la cimitirul Bellu din București.

## Opera

### Opera pedagogică
Cariera de profesor secundar a lui Emanuil Grigorovitza se întinde pe aproximativ 20 de ani. Profesor eminent, sever și apreciat de limbile rusă, dar în special de germană, este preocupat mai ales de a pune bazele învățării limbii germane în școlile din România. „Este, practic, realizatorul unui curs complet de limbă germană, format din manuale de gramatică (de exemplu, Etimologia și sintaxa limbei germane în limitele trebuințelor cursurilor secundare și conform cu programele aflătoare în aplicare, ediția I, Editura proprie a autorului, București, 1894; sau Manual german pentru clasa a VII-a liceală, alcătuit conform noului program și cu utilizarea celor mai buni și metodici autori germani, ediția I-a, Ed. Libr.Steinberg, București, 1902; etc.), din cărți de exerciții în morfologia și sintaxa limbii germane (Carte de exerciții la etimologia germană. Manual metodic conf. Programelor pentru seminarii și școli normale aplicat și în cele alte școli secundare. Lucrat cu învoirea autorului după excelentul metod al Prof. C. Keller, ediția II-a, înmulțită cu planșe de scriere și bucăți de lectură, Editura proprie a autorului, București, fără an), din cărți de lectură, structurate tot pe studiul morfologiei și sintaxei (de exemplu, Deutsches Lesebuch für die Mittel- und Oberklassen der secundär und Hochschulen im Königreiche Rumänien, Leipzig, Oskar Brandstetter, Bukarest, E. Graeve et co., 1892; Antăia carte de lectură germană (Cu etimologie aplicată). Destinată pentru începătorii claselor secundare și acomodabilă tuturor manualelor de gramatică germană din țară, Leipzig, Oskar Brandstetter, Bukarest, E. Graeve et co., 1893; sau Lectură germană pentru cursul de etimologie, carte lucrată conform noilor programe și prevedută cu aplicațiuni și exerciții speciale, de dr. George Coman în colaborare cu dr. Em. Grigorovitza (întrucât privesce fondul gramatical), Bucuresci, Tip. Gutenberg, Joseph Göbl, fără an; etc.), precum și din dicționare (de exemplu, Dicționar complet german-român, cuprinzând articolele împreună cu formele substantivelor, precum și tipurile primitive ale verbelor cu auxiliarele lor (realizat în colaborare cu W. Gühl), B.P.T. nr. 810-821, ediția III-a, București, fără an; Dicționar rus-român, însoțit de un studiu introductiv asupra gramaticei limbei ruse, București, Lito-tipografia Carol Göbl, 1894; Dicționar român-rus, însoțit de un studiu introductiv asupra gramaticei limbei române, Bucuresci, Inst. de arte grafice „Carol Göbl”, 1901; etc.), dicționare care au cunoscut 2-6 ediții.” „Cursul de Autori germani (1894), cărțile de sintaxă, compozițiune și etimologie germană pot fi utilizate cu succes și astăzi, fiind caracterizate de o claritate deosebită.”

### Opera științifică
Lucrările sale științifice, de germanistică, care au reprezentat în multe privințe încercări de a deschide cărări noi, în domenii neabordate până atunci în România, dezvăluie o personalitate de o erudiție remarcabilă. Clasificarea de mai jos o respectă pe cea a biografului lui Emanuil Grigorovitza, D. Teodorescu.

#### Studii filologice
Acestea cuprind studii de istorie a limbii (Zum Vokalismus der slavischen Sprachen, 1893 –teza de doctorat de la Berna; Înrâurirea limbii franceze asupra celei germane. Studiu critic, - rev. Patria, Cernăuți an III, nr. 278-289, 1899 și în volumul «Studii germaniste» București, Ed. Nouei Reviste Române, 1905; Românismele în dialectul german al sașilor din Transilvania, Noua Revistă Română, vol. II, nr. 19 și 21, 1900 iar în limba germană Rumänische Elemente und Einflüsse in der Sprache der Siebenbürger Deutschen. Eine kritisch-philologische Untersuchung, Heidelberg, Carl Winter's Universitäts-Buchhandlung, 1901, și în Zeitschrift Für Hochdeutsche Mundarten, vol. 2, 1901, pp. 58–73 și 161-175),  precum și studii istorico-filologice (Resturi de goți și români în Crimeea, Noua Revistă Română, vol. III, nr. 26,1901; Românii în monumentele literare germane medievale, București, Inst. de arte grafice Carol Göbl, 1901; Huțanii Carpaților, Revista Română politică și literară, vol. I, nr. 9, 10, 17-18, 1902; și Înrâuriri românești în limba Sașilor, Literatură și Artă Română, an VII, nr. 3, 1903, pp.34-38, o completare la articolul similar din 1900).

#### Studii de teorie și istorie literară
Aceste studii se ocupă aproape în totalitate de literatura germană, și sunt scrise, cu o singură excepție, în limba germană. „În limba germană stilul său e sobru, elegant, rece, științific, pe cînd în studiile sale publicate în românește descoperim stilul lui cunoscut de scriitor, care povestește cu drag, cu căldură, uneori cu o simpatică nuanță umoristică.[…]. Scriitorul ne poate purta pe tărîmurile filozofice cele mai aride în stilul cel mai simplu și mai puțin pretențios cu putință”.
Beiträge zum Studium der Frage des Beieinanderwirkens von Mytus und Geschichte in der Volkspoesie, Vergleichende mythologisch-linguistische Abhandlung, Leipzig, Druck von Oskar Brandstettet, 1892.
Cum a fost judecată literatura germană în Franța și reflecsul acestei judecăți în România, Studiu Critic, Patria, Cernăuți, an. I nr.39, 1897; Beiträge zum Studium deutscher Handschriften. Das Erdmans-dörfersche Manuscript zu Kleists Drama «Prinz von Homburg» und Baracks Handschrift zur altdeutschen Seqvenz «Memento mori», Berlin, 1900; Die Quellen von Cl. Brentanos «Gründung der Stadt Prag», cu completarea Kritik und Quellen-untersuchung zu Clemens Brentanos Drama «Die Gründung de Stadt Prag», ambele la Berlin, Julius Sittenfeld, 1901; Libussa in der deutschen Literatur, Berlin, Alexander Duncker, 1901, un studiu al prezenței mitului slav al Libussei în literatura germană, după părerea unor specialiști, lucrarea de căpătâi a germanistului Emanuil Grigorovitza, mult citată (de ex. la Libussa, în Meyers Lexikon, ed. VII, vol. 7 (K-M), Bibliographisches Institut, Leipzig, 1927, p.942, sau Narodopisný Sborník Ćeskoslovanska, V Praze, 1902, p. 160-162). În sfârșit, Grave Fritz von Zolre, der Oettinger als Heldengestalt in mittelalterlichen Chroniken und Liedern, Leipzig, Oskar Brandstetter, 1901.

#### Critică literară
Studiile de critică literară privesc opere din literatura germană, opere pe care le face astfel cunoscute și în țară. Sunt scrise toate în limba română: poemul islandez Skida Rima, în volumul Studii germaniste, București, Tipografia Joseph Göbl, 1905; Faust. Studii la geneza, dezvoltarea și analiza critică a operei lui Goethe, București, Tip. Dor P. Cucu, 1903; Suferințele tânărului Werter. Reflexiuni la romanul lui Goethe, București, Inst. de arte grafice „Eminescu”, 1903; și Curentele principale la Schiller. Studiu critic literar, București, Tip. Joseph Göbl, 1905.
În cartea sa, D. Teodorescu comentează detaliat toate aceste studii, și conchide „Perioada în care Emanuil Grigorovitza se manifestă ca germanist (1892-1905), amplitudinea și seriozitatea operei sale îi dau dreptul, credem, să fie considerat ca prim germanist și ca întemeietor al germanisticii în țara noastră”. Toate aceste studii i-au adus lui Emanuil Grigorovitza notorietate, fiind publicate, citate sau comentate în reviste românești, germane, cehești, slovace și sârbești, în dicționare și lexicoane românești sau străine, atât în epocă, cât și recent.

### Proză
Din 1905, Emanuil Grigorivitza începe publicarea tuturor volumelor sale de proză scurtă. Excepție face numai volumul Chipuri și graiuri din Bucovina – apărut la Berlin în 1900 – în care sunt adunate toate schițele și nuvelele publicate, începând cu 1896, în reviste și ziare din România și din Bucovina. Mai apar: o a doua ediție, în 1905, bine apreciată de critica vremii și o ediție postumă, a treia, sub titlul Cucoana Raluca, Editura Socec et co., București, 1924. Primul volum, împreună cu cel de-al doilea, De la hotare. Istorii moldovenești, sunt propuse, în 1905, pentru premiul Adamachi al Academiei, pe baza unui raport favorabil al lui I. Caragiani. Ca urmare a intervenției lui Ioan Bianu, nu reușesc să întrunească însă decât un număr egal de voturi pentru, respectiv contra, în loc de necesarul de 2/3 din  numărul total de voturi. Următoarele patru volume de proză scurtă apar succesiv: Povești răzlețe în 1908, Cum a fost odată. Schițe din Bucovina în 1911, Amintiri...Schițe... în 1912, cu o reeditare postumă, Duduea Pulheria. Amintiri și schițe din țara fagilor, Editura Librăria Socec et co Soc. anonimă, București, 1922 și ultima, Povestiri din Bucovina în 1914. 
Schițele sau nuvelele au ca subiect satele și târgurile Bucovinei începând cu cea de-a doua jumătăte a secolului al XIX-lea, descrierea locurilor și a vieții românilor sub ocupație străină Habsburgică și supuși presiunii unei imigrații masive, crescânde de ruteni, evrei, germani, polonezi, ce era încurajată de stăpânire (vezi și Radu Grigorovici, Bucovina între milenii, Ed. Academiei Române, 2006, pp. 103, 228). Evocă – cu har de povestitor, cu humor, într-o limbă mânuită cu iscusință și presărată cu vorbe de duh, și luând cel mai adesea partea oamenilor sărmani – propriile sale amintiri, fapte reale, istorisiri diverse, evenimente din cronici, vrând parcă să lase moștenire un tablou al vieții și obiceiurilor din vechime ale românilor bucovineni, pe care le vede dispărând cu încetul, copleșite sub avalanșa de străini. Adevărat tablou etnografic: zilele de târg, zilele de sărbătoare cu obiceiurile lor culinare, nunta, hora, dragostea, claca, luarea la cătănie, războiul, credința, moartea și înmormântarea. „Cu același ochi de etnograf se oprește Emanuil Grigorovitza și la evrei (cum se manifestă religios, cum fac baie, cum se distrează, cum fac nunta), și la germani (cum li se petrece nunta, cum se pregătesc de moarte sau cum sunt înmormântați)”. Romanele sale, de fapt niște nuvele mai ample, cu subiect istoric:Schitul Cerebucului. Povestire din trecutul Moldovei din 1908, Negru Vodă. O povestire din trecutul Bucovinei din 1911 și Piatra Muierii. Povestire din trecutul Bucovinei, din 1911, au fost mai puțin apreciate de critică.
"Emanuil Grigorovitza știe să te fascineze prin limba sa poporală, împodobită cu fraze hazlii, înzestrată cu cuvinte evocative, mișunătoare de vorbe cu tâlc, avută în proverbe la locul lor, o limbă expresivă.... ce nu evită nici provincialismele bucovinene....și care curge fără popas într-un stil vioi". O analiză detaliată a "artei prozatorului" găsim la D. Teodorescu. Reeditările repetate din epocă ale prozei scurte stau desigur mărturie pentru popularitatea și succesului ei de librărie. De asemenea, proza lui Emanuil Grigorovitza pare să fi influențat diferiți prozatori care i-au succedat. O nouă antologie în două volume, apărută recent, după aproximativ 100 de ani de la primele editări, pune această proză la dispoziția cititorului modern .

### Traduceri
„Emanuil Grigorovitza nu a urmărit numai să difuzeze limba și literatura germană în mijlocul publicului romanesc, ceea ce de altfel i-a reușit, ci a fost și un adevărat mijlocitor și în sens opus”, prin traducerile de care s-a ocupat.
- Poezii de Mihai Eminescu, traducere în germană, Romänische Revue nr. 6, Wien, editor dr. Cornelius Diaconovich, 1890, p. 312-317.
- Deutsche Uebertragungen aus den Verstorbenen Rumänischen Poeten Michail Eminescu, Bukarest, Königliche Staatsdruckerei, 1892.
- Von dem Dracole Wayda, dem grossen Tyrannen, Strassburg, 1900.
- Ștefan Mihăilescu, Verbrechertum und Schule. Kulturhistorische Studie, traducere din limba română, Romänische Revue, VI, 1890,  p.237, capitolul Istoria culturală.
- N. Gane. Die Eiche von Borzești, Erzählung, traducere din limba română, „Romänische Revue", an II, p.244.
- Dr. Gion Ionescu, București zur Zeit der grossen französischen Revolution, traducere din limba română, „Romänische Revue", Wien.
- N. Gogol: Oameni vechi, traducere din rusă în română, Junimea literară , an VIII, Cernăuți, nr. 4-5, 1911, p.108.
- A. Sienkiewicz: Iancu Scripcarul, traducere din polonă în română,  Revista Literatură și artă română, an III, nr. 11, 1899, p.695.

### Publicistică
Biograful D. Teodorescu subliniază de asemenea activitatea publicistică a lui Em. G. care, pe de o parte, trădează intențiile lui G. de „populazizare în țară a unor opere și autori străini ( de ex. Poetul Heinrich Heine, în rev. Conservatorul, iar în 1905 – București, inclus și în volumul «Studii germaniste»), de a prezenta 'la zi' mișcarea filosofică germană (Filosofia germană de astăzi și noul ei mentor Rudolf Eucken), cercetări de sociologie a culturii (Câteva pagini din Schönbach „Cititul și cultura”) sau personalitatea scriitorului și filosofului american Ralpf Waldo Emerson (Ralpf Emerson)”. Pe de altă parte, articole care „intră în sfera publicisticii propriu-zise”.

## Distincții
A fost membru al Societății filologice din București, al Societății istorice și geografice din București, președinte al Societății Academice Române din Berlin, constituită în 1899, apoi membru, din 1905, al Societății internaționale de științe sociale, fondată în Franța în 1903.
A fost decorat cu ordinele: Bene Merenti clasa 1 și 2, Steaua Romaniei, Coroana României, Răsplata muncii pentru învățământul secundar cl. I, Sf. Stanislav (rus), Sf. Sava (sârb) și Avântul țării (pentru campania din 1913).